# Бри на Марни
Бри на Марни (фр. Bry-sur-Marne) је насељено место у Француској у региону Париски регион, у департману Долина Марне.
По подацима из 2011. године у општини је живело 15.987 становника, а густина насељености је износила 4772,24 становника/km².

## Демографија
| 1962. | 1968.  | 1975.  | 1982.  | 1990.  | 2011.  |
| ----- | ------ | ------ | ------ | ------ | ------ |
| 9.046 | 11.672 | 12.270 | 12.168 | 13.826 | 15.987 |